# Rüenberger Venn
Das Naturschutzgebiet Rüenberger Venn liegt auf dem Gebiet der Stadt Gronau (Westf.) im Kreis Borken in Nordrhein-Westfalen.
Das Gebiet erstreckt sich nordöstlich der Kernstadt Gronau. Es grenzt direkt an das sich nördlich erstreckende Gildehauser Venn, das im niedersächsischen Landkreis Grafschaft Bentheim liegt. Westlich des Gebietes erstreckt sich der 28 ha große Dreiländersee und südöstlich das 170,44 ha große Naturschutzgebiet Tütenvenn. Westlich verläuft die Landesstraße L 572 und die Landesgrenze zu den Niederlanden.

## Bedeutung
Für Gronau ist ein 5,2643 ha großes Gebiet unter der Kenn-Nummer BOR-029 als Naturschutzgebiet ausgewiesen. 